# 水樹奈々のMの世界
『水樹奈々のMの世界』（みずきななのエムのせかい）は、TOKYO FMで放送中のラジオ番組。パーソナリティは水樹奈々で、彼女の冠番組である。

## 概要
元々は、TOKYO FMの曜日替わりパーソナリティでの帯番組『GOLD RUSH』の水曜版『GOLD RUSH 水樹奈々のMの世界』（ゴールドラッシュ みずきななのエムのせかい）として、2008年10月1日から2009年3月27日まで毎週水曜日に放送されていた。半年間全26回放送され、帯枠の消滅とともに終了した。
2009年6月3日に自身の7作目のオリジナルアルバム『ULTIMATE DIAMOND』が発売されることを記念して、『TOKYO FM サンデースペシャル 『水樹奈々のMの世界』』（トウキョウ エフエム サンデースペシャル みずきななのエムのせかい）として復活。2009年5月31日に放送時間を55分に拡張して1回限り放送された。
その後、放送時間帯を変えて番組が再開されることが発表され、2009年7月3日より、毎週金曜日に時間を移して放送されている。2010年4月3日の第40回からは土曜深夜に枠移動した。2014年4月7日の第244回からは月曜深夜に、2020年4月6日の第556回からは放送開始時間を4時間繰り上げて枠移動した。
なお、放送回数は『GOLD RUSH』時代と現在の単独番組では別カウントになっており、番組再開時の2009年7月3日放送は単独番組化第1回となる。
長らく東京ローカルであったが、2016年4月3日より、水樹の出身地である愛媛県のエフエム愛媛でも放送を開始した。エフエム愛媛では初回のみ同局向け裏送りによる特別版を放送し、翌週からは第348回以降をTOKYO FM基準で6日遅れで放送。ただし、第594回（TOKYO FMでは2020年12月28日放送）については、エフエム愛媛（2021年1月3日放送）では年末年始を跨ぐため、同局向けに別制作して裏送りした。
長らくノンスポンサー、CM挿入無しで放送されてきたが、2024年4月からはPreferred Networksがスポンサーに入った。ただし、通常のCMは挿入せず、水樹が自ら読み上げるインフォマーシャル形式を採っていた。過去にはノンクレジットでカルビーのインフォーマシャルを同様の形式で挿入していた時期もあった。2025年4月からは再びノンスポンサー、CM挿入無しに戻っている。

## 放送概要
TOKYO FM
| 放送期間       | 放送期間       | 曜日 | 放送時刻 | 放送時刻 | 分数 | 回数         | 枠の名                      | 備考         |
| -------------- | -------------- | ---- | -------- | -------- | ---- | ------------ | --------------------------- | ------------ |
| 2008年10月01日 | 2009年03月27日 | 水   | 21:30    | 21:55    | 25   | 26           | GOLD RUSH 水曜日            |              |
| 2009年05月31日 | 2009年05月31日 | 日   | 19:00    | 19:55    | 55   | 01           | TOKYO FM サンデースペシャル |              |
| 2009年07月03日 | 2010年03月26日 | 土   | 2:30     | 3:00     | 30   |              | 単独番組                    | （金曜深夜） |
| 2010年04月03日 | 2014年03月29日 | 日   | 0:30     | 1:00     | 30   | （土曜深夜） | 単独番組                    |              |
| 2014年04月07日 | 2020年03月30日 | 火   | 1:00     | 1:30     | 30   | （月曜深夜） | 単独番組                    |              |
| 2020年04月06日 | 放送中         | 月   | 21:00    | 21:30    | 30   |              | 単独番組                    |              |

エフエム愛媛
| 放送期間       | 放送期間       | 曜日 | 放送時刻 | 放送時刻 | 備考         |
| -------------- | -------------- | ---- | -------- | -------- | ------------ |
| 2016年04月03日 | 2016年09月25日 | 日   | 20:30    | 21:00    |              |
| 2016年10月02日 | 2016年11月27日 | 日   | 3:00     | 3:30     | （土曜深夜） |
| 2016年12月04日 | 2021年03月28日 | 日   | 2:00     | 2:30     | （土曜深夜） |
| 2021年04月04日 | 放送中         | 日   | 1:30     | 2:00     | （土曜深夜） |

## コーナー
基本的にはGOLD RUSH時代からの引継。「コトバのチカラ」はサンデースペシャルでも行なわれた。しかし、火曜未明（月曜深夜）への枠移動後は、全編を単発企画に充てる度合いが増えており、「ULTIMATE TOP 7」「7（奈々）のお知らせ」以外のコーナーの実施機会は減少している。
2024年4月からは一部のコーナーの見直しが行われている。

### GOLD RUSH からのコーナー
水樹7の質問
水樹へどうしても聞きたい質問をぶつけるコーナー。ただし、「7」とあるように7つ質問を考えないとならない。
ゲストを迎えた場合は水樹からゲストに対して同様に7つの質問を行うことがある。
m-pod シャッフル
水樹のiPodに入っている曲の中から、リスナーの要望するテーマに沿った曲をセレクトする。
2020年からは水樹の"脳内サブスクリプション"から曲をセレクトするという「Mスクリプション」にリニューアルされた。
2024年4月以降は「m-pod シャッフル」「Mスクリプション」のどちらのコーナータイトルも使われなくなったが、同じ趣旨の選曲特集はコーナー名を付けない形で随時行われている。
コトバのチカラ〜声に出して読んで欲しい日本語〜
水樹に読んでほしい日本語を受け付ける。大抵、キャラクターと言葉を設定される。
当初は毎週行われていたが、火曜未明（月曜深夜）への枠移動後は事実上不定期にしか行われていない。ただし、2024年4月以降は再度実施頻度を増やしている。
7（奈々）のお知らせ
自身のライヴ予定やCD発売などの情報を発信する。

### 番組独立後のコーナー
ULTIMATE TOP 7
自身にまつわる事や興味のあることをカウントアップ形式で紹介し、7位をリスナーに当ててもらう。
出題編を放送した数週後の放送で解答編を行う。
M セレクション
アーティストや著名人にインタビューし、思い出のアニメソングを紹介してもらい、その楽曲について語ってもらうコーナー。
Mの会議室
新コーナーについて会議する不定期コーナー。
放浪お姉さん奈々
水樹が恋愛等の悩み相談に答える。
2019年まではクリスマスの時期に派生コーナーとして「聖（セイント）お姉さん奈々」が行われ、2023年に久々に行われた。
2024年4月以降、コーナータイトルは使わずに「思春期のお悩み」に関する相談を単発で実施する形になったが、2025年3月にこのコーナータイトルを復活させている。
Movieの世界
名作映画紹介コーナー。
マナーの世界
マナーに関するクイズに挑戦する。
ミズガメッシュナイト
リスナーから寄せられたちょっとエッチな体験談を「キャノンボール水樹」が紹介する。
設定上は水樹と「キャノンボール水樹」は別人とされている。
Mの世界的流行語大賞
毎年年末に実施。その年の番組で水樹が口にしたワードから「Mの世界的流行語」が選定される。

## 選曲
水樹の曲以外はJ-POPが多い。コーナー「m-pod シャッフル」や「M セレクション」でその傾向が強い。その他「椎名へきる みたいラジオ」 (TFM) や「白石涼子の聞かなきゃ☆そん♪Song!」 (QR) で同じような傾向がみられる。ただし、2012年5月26日配信分では、ノエル・ギャラガー(ドリーム・オン以外は全てオアシス)の曲を流している。オアシスの曲からは、リトル・バイ・リトル、ドント・ルック・バック・イン・アンガー(m-podシャッフル内）、ホワットエヴァー(ED)が流れた。

## エンディングテーマ曲
これまで14曲がCD発売時に公式に「『水樹奈々のMの世界』エンディングテーマ曲」とされている。
これら以外に、エンディングテーマ曲が週替わりとなる時期があり、新譜からピックアップしたり、リスナーからのリクエストに応えたりもしている。
エンディング中に曲の最後までかけ終わった場合は、クロスフェードして別の曲が始まる。
| 放送期間       | 放送期間       | 回  | 回  | タイトル               | CDリリース日   | 収録CD                  |
| -------------- | -------------- | --- | --- | ---------------------- | -------------- | ----------------------- |
| 2009年01月07日 | 2009年03月18日 | G15 | G25 | 午前0時のBaby Doll     | 2009年01月21日 | 「深愛」                |
| 2010年01月01日 | 2010年03月26日 | 027 | 039 | Song Communication     | 2010年01月13日 | 「PHANTOM MINDS」       |
| 2010年07月03日 | 2011年07月30日 | 053 | 106 | ストロボシネマ         | 2010年07月07日 | 『IMPACT EXCITER』      |
| 2011年08月06日 | 2012年11月24日 | 107 | 173 | Stay Gold              | 2011年08月03日 | 「純潔パラドックス」    |
| 2012年12月01日 | 2013年07月20日 | 174 | 207 | ダーリンプラスティック | 2012年12月12日 | 『ROCKBOUND NEIGHBORS』 |
| 2013年07月27日 | 2014年03月29日 | 208 | 243 | ドラマティックラブ     | 2013年07月31日 | 「Vitalization」        |
| 2014年04月07日 | 2015年04月13日 | 244 | 297 | セツナキャパシティー   | 2014年04月16日 | 『SUPERNAL LIBERTY』    |
| 2015年04月20日 | 2015年10月19日 | 298 | 324 | レイジーシンドローム   | 2015年04月22日 | 「Angel Blossom」       |
| 2015年10月26日 | 2016年12月05日 | 325 | 383 | コイウタ。             | 2015年11月11日 | 『SMASHING ANTHEMS』    |
| 2016年12月12日 | 2017年07月10日 | 384 | 414 | Please Download        | 2016年12月21日 | 『NEOGENE CREATION』    |
| 2017年07月17日 | 2019年12月02日 | 415 | 538 | Poison Lily            | 2017年07月19日 | 「Destiny's Prelude」   |
| 2019年12月09日 | 2022年06月27日 | 539 | 672 | Light Births Shadow    | 2019年12月11日 | 『CANNONBALL RUNNING』  |
| 2022年07月04日 | 2024年03月25日 | 673 | 763 | HOLY TALE              | 2022年07月06日 | 『DELIGHTED REVIVER』   |
| 2024年04月01日 | 現在           | 764 |     | sympathy               | 2024年04月24日 | 『ADRENALIZED』         |

1. ↑  この期間の内、1週だけ週替わりのエンディングテーマ曲に選ばれることもあるが、期間にそれは含めていない。
2. ↑  「G」は『GOLD RUSH』枠内。

## 番組へのアクセス
ハガキ
〒102-8080 TOKYO FM「水樹奈々のMの世界」
数少ないハガキの呼び込みを行う番組であり、2022年現在でハガキの呼び込みを行っているのは当番組と『山下達郎のサンデー・ソングブック』くらいである。
メール
7@tfm.co.jp
メールマガジン
放送日（水曜→金曜→土曜→月曜）夕方に配信される、MUSIC VILLAGE のメルマガサービス。『GOLD RUSH』時代と金曜深夜時代の前半は「○の世界」と題し、A～Zまで一つの言葉をピックアップしていた（例：第1回「Aの世界」）。2010年1月からは新コーナー〝Mの穴〟が始まった。番組に届いたメッセージの中から一つをピックアップする。
なお、2014年4月より放送日が月曜に変更となったが、配信は当初土曜夕方のままで、2015年1月より月曜に変更となる。

## ゲスト出演
コメント出演のみの場合は備考欄に※を記載する。
| 放送日                                                                     | 回                  | ゲスト                               | 備考 |
| GOLD RUSH 内                                                               | GOLD RUSH 内        | GOLD RUSH 内                         | GOLD RUSH 内 |
| -------------------------------------------------------------------------- | ------------------- | ------------------------------------ | --- |
| 2009年01月14日 2009年01月21日                                              | 016 017             | 能登麻美子                           | |
| 2009年03月25日                                                             | 026                 | 水木一郎                             | ※ |
| 単独番組                                                                   |                     |                                      | |
| 2009年11月20日                                                             | 021                 | HIMEKA                               | |
| 2010年01月01日                                                             | 027                 | 水木一郎                             | ※ |
| 2010年06月05日                                                             | 049                 | 中島愛                               | |
| 2010年07月10日                                                             | 054                 | ささきいさお                         | ※ |
| 2010年07月17日                                                             | 055                 | 松本零士                             | ※ |
| 2010年07月24日                                                             | 056                 | 下川みくに                           | ※ |
| 2010年08月07日                                                             | 058                 | 宮野真守                             | |
| 2010年08月21日                                                             | 060                 | 秦基博                               | ※ |
| 2010年09月04日                                                             | 062                 | クレモンティーヌ                     | ※ |
| 2010年09月11日                                                             | 063                 | ジェシー・カーマイケル （マルーン5） | ※ |
| 2010年10月23日 2010年10月30日                                              | 069 070             | ゆでたまご                           | 第1回Mデミー賞特別審査員                                                                                                  |
| 2011年02月19日                                                             | 086                 | 能登麻美子                           | |
| 2011年03月26日                                                             | 089                 | 畠山航輔                             | 3月12日放送予定が延期 |
| 2011年04月09日                                                             | 091                 | ミランダ・コスグローヴ               | 水樹は海外ドラマ『iCarly』で彼女が演じるカーリーの日本語吹き替えを担当している※                                           |
| 2011年04月16日 2011年04月23日                                              | 092 093             | 水沢史絵                             | 『ハートキャッチプリキュア!』での共演者 この他、2014年6月30日放送（#256）は水樹の急性声帯炎に伴う代理パーソナリティ       |
| 2011年05月07日                                                             | 095                 | 杉田智和                             | |
| 2011年05月21日                                                             | 097                 | 上松美香                             | |
| 2011年06月04日                                                             | 099                 | 小西克幸                             | |
| 2011年06月18日                                                             | 101                 | 福圓美里                             | 文化放送『水樹奈々 スマイルギャング』とのコラボレーション企画                                                             |
| 2011年07月23日                                                             | 105                 | 沢城みゆき                           | |
| 2011年08月27日                                                             | 110                 | 中村悠一                             | |
| 2011年09月24日 2022年010月10日 2022年10月017日                             | 114                 | 井上喜久子                           | |
| 2011年10月08日                                                             | 116                 | 久我真樹                             | |
| 2011年10月15日                                                             | 117                 | 渡辺格, 坂本竜太                     | |
| 2011年12月17日                                                             | 126                 | 水木一郎                             | |
| 2012年01月28日                                                             | 131                 | 高山みなみ                           | 水樹の誕生日祝いのため出演。 2本録りの1本目である第130回にもエンディングに登場。                                          |
| 2012年03月03日 2012年3月010日                                              | 136 137             | 水田わさび                           | 水樹の『ドラえもん のび太と奇跡の島 〜アニマル アドベンチャー〜』ゲスト出演の縁                                           |
| 2012年04月28日                                                             | 143                 | MEG                                  | |
| 2012年06月16日                                                             | 150                 | 渡辺格, 大平勉                       | |
| 2012年08月25日                                                             | 160                 | 瀬戸麻沙美                           | |
| 2012年10月27日 2012年11月03日 2017年02月20日 2017年2月027日                | 169 170 394 395     | 林原めぐみ                           | 『シャーマンキング』他での共演者 水樹の『林原めぐみのHeartful Station』や『林原めぐみのTokyo Boogie Night』ゲスト出演の縁 |
| 2013年01月19日                                                             | 181                 | 中村修司, 門脇大輔                   | |
| 2013年03月09日 2013年3月016日                                              | 188 189             | 松本保典                             | |
| 2013年04月20日 2013年4月027日                                              | 194 195             | 藤野浩一                             | LIVE GRACEでのオーケストラ指揮者                                                                                          |
| 2013年06月15日 2013年6月022日                                              | 202 203             | 串田アキラ                           | |
| 2013年07月06日                                                             | 205                 | 北島健二, 渡辺豊                     | LIVE CIRCUSツアーのリハーサルスタジオにて収録                                                                             |
| 2013年08月31日                                                             | 213                 | アントキの猪木                       | |
| 2013年10月26日                                                             | 221                 | 西川貴教                             | |
| 2014年01月25日                                                             | 234                 | 三嶋章夫, 京極夏彦                   | 「NANA WINTER FESTA 2014」一日目（2014年1月18日有明コロシアム）にて公開録音                                               |
| 2014年05月26日                                                             | 251                 | 松永俊弥, 福長雅夫                   | |
| 2015年01月05日                                                             | 283                 | 坂本竜太, 藤陵雅裕                   | |
| 2015年02月16日                                                             | 289                 | 刈谷勇                               | |
| 2015年03月02日 2015年03月09日 2015年03月17日 2015年11月02日 2015年11月09日 | 291 292 293 326 327 | 野島裕史                             | [ 5 ] |
| 2015年06月29日                                                             | 308                 | 渡辺格, 市川祥治                     | |
| 2015年12月28日 2016年01月04日                                              | 334 335             | 松本梨香                             | |
| 2016年04月04日 2016年4月011日                                              | 348 349             | 大平勉, 松永俊弥, 坂本竜太, 北島健二 | LIVE GALAXYのリハーサルスタジオにて収録                                                                                   |
| 2017年04月17日                                                             | 402                 | ぷりあでぃす玲奈                     | |
| 2017年10月16日                                                             | 428                 | 安部礼司（小林タカ鹿）               | |
| 2017年11月20日                                                             | 433                 | 横山直弘（感覚ピエロ）               | |
| 2018年01月08日 2018年1月015日                                              | 440 441             | 田中理恵, 中條三菜子                 | LIVEの女性スタッフ |
| 2018年02月05日                                                             | 444                 | ゲッターズ飯田                       | |
| 2018年02月26日                                                             | 447                 | 谷山紀章                             | LIVE GATE 2018での共奏者（ゲスト）                                                                                        |
| 2018年03月19日                                                             | 450                 | KEIGO,KOHSHI（FLOW）                 | LIVE GATE 2018での共奏者（ゲスト）                                                                                        |
| 2018年04月16日                                                             | 454                 | クリス・ハート                       | LIVE GATE 2018での共奏者（ゲスト）                                                                                        |
| 2018年05月07日 2018年5月014日                                              | 457 458             | 武田真治                             | LIVE GATE 2018での共奏者（ゲスト）                                                                                        |
| 2018年05月28日                                                             | 460                 | ヨシダタクミ                         | LIVE GATE 2018での共奏者（ゲスト）                                                                                        |
| 2018年06月18日 2018年6月025日                                              | 463 464             | 蒼井翔太                             | LIVE GATE 2018での共奏者（ゲスト）                                                                                        |
| 2018年07月30日                                                             | 469                 | 高橋洋子                             | |
| 2018年10月15日                                                             | 480                 | 植田佳奈                             | 『魔法少女リリカルなのはシリーズ』での共演者                                                                              |
| 2018年12月03日 2018年12月10日                                              | 487 488             | スガシカオ                           | LIVE GATE 2018での共奏者（ゲスト）                                                                                        |
| 2019年01月07日                                                             | 491                 | 佐藤公勇                             | |
| 2019年02月04日 2019年2月011日                                              | 495 496             | 野沢雅子                             | 水樹の『ドラゴンボール超 ブロリー』ゲスト出演の縁                                                                         |
| 2019年06月10日                                                             | 513                 | 日笠陽子                             | 『戦姫絶唱シンフォギアG』以降での共演者 座長公演『水樹奈々大いに唄う 伍』での共奏者（ゲスト）                             |
| 2019年08月19日 2019年8月026日                                              | 523 524             | 高垣彩陽                             | 『戦姫絶唱シンフォギアシリーズ』での共演者                                                                                |
| 2020年07月27日 2020年08月03日                                              | 572 573             | 大石昌良                             | |
| 2020年08月24日 2020年8月031日                                              | 576 577             | 内田雄馬                             | |
| 2020年09月07日 2020年9月014日                                              | 578 579             | 早見沙織                             | 「NANA MUSIC LABORATORY 2019 〜ナナラボ〜」ゲスト出演の縁                                                                 |
| 2020年10月19日 2020年10月26日                                              | 584 585             | 南條愛乃                             | 『戦姫絶唱シンフォギアシリーズ』での共演者                                                                                |
| 2020年12月14日 2020年12月21日                                              | 592 593             | 伊礼彼方                             | 『Beautiful』での共演者                                                                                                   |
| 2021年02月08日 2021年2月015日                                              | 600 601             | atsuko (angela)                      | |
| 2021年03月08日 2021年3月015日                                              | 604 605             | 上坂すみれ                           | |
| 2021年03月22日 2021年3月029日                                              | 606 607             | 水瀬いのり                           | |
| 2021年07月12日 2021年7月019日                                              | 622 623             | 堀江由衣                             | |
| 2023年06月05日 2023年6月012日                                              | 721 722             | 井上麻里奈                           | 『劇場版 美少女戦士セーラームーンCosmos』での共演者                                                                       |

## 生放送
2008年12月24日と2009年3月25日（『GOLD RUSH』内第13回・第26回最終回）は生放送だった。また、単独番組化後も2015年10月26日（第325回）、2017年12月11日（第436回）にTOKYO FMにおいて生放送を行っている。
2024年7月1日放送分は第777回を迎えることから生放送を実施（FM愛媛では録って出し形式となる）。生放送終了後にはオンラインでの公開収録も行い、これを再編集したものを翌週の7月8日に第778回として放送。

## 放送休止
土曜深夜（日曜未明）の放送時代には、23時台の『桑田佳祐のやさしい夜遊び』が年数回程度、2時間拡大スペシャルとして放送されるため、該当する日の『Mの世界』は休止されていた。2011年2月26日・2011年6月25日・2012年2月25日が該当。なお、2011年2月26日は番組始まって以来初めての休止であった。それ以外の休止例は以下の通り。
- 2011年3月12日 - 東日本大震災関連の特別番組放送のため。当日放送を予定していた内容の一部（畠山航輔とのゲストトーク部分）は翌々週の3月26日に改めて放送された。
- 2011年12月31日 - TFMを制作局とするJFN全国ネットのカウントダウン特番『ゆく年くる年 DEAR PARTNER〜次の豊かさへ〜』を放送するため。
- 2018年12月31日 - TFMの特別番組を放送するため。

月曜夜の放送時の休止事例は以下の通り。
- 2025年8月11日 - 『GRANRODEOのハートに火をつけて Road to G20 Special』が関東ローカルで放送されるため。FM愛媛は元々土曜日の最終番組扱いであるため、同週は当日の放送休止入り時刻を30分繰り上げて対応した。